# Alejandro Della Nave
Alejandro Nicolás Della Nave Casella, noto semplicemente come Alejandro Della Nave (Montevideo, 15 agosto 1998), è un ex calciatore uruguaiano, di ruolo attaccante.

## Caratteristiche tecniche
È una seconda punta.

## Carriera
Cresciuto nel settore giovanile del Fénix, debutta in prima squadra il 5 giugno 2016 in occasione dell'incontro di Primera División Profesional perso 1-0 contro il Defensor Sporting; nel febbraio 2018 viene acquistato dal Torque dove gioca un solo incontro prima di essere ceduto in prestito al Cerrito nel 2019. Rimasto svincolato, ad inizio 2021 si accorda con il Cerro.

## Statistiche
Statistiche aggiornate all'8 marzo 2021.

### Presenze e reti nei club
| Stagione        | Squadra         | Campionato      | Campionato | Campionato | Coppe nazionali | Coppe nazionali | Coppe nazionali | Coppe continentali | Coppe continentali | Coppe continentali | Altre coppe | Altre coppe | Altre coppe | Totale | Totale | Totale |
| Stagione        | Squadra         | Comp            | Pres       | Reti       | Comp            | Pres            | Reti            | Comp               | Pres               | Reti               | Comp        | Pres        | Reti        | Pres   | Reti   |        |
| --------------- | --------------- | --------------- | ---------- | ---------- | --------------- | --------------- | --------------- | ------------------ | ------------------ | ------------------ | ----------- | ----------- | ----------- | ------ | ------ | ------ |
| 2015-2016       | Fénix           | PD              | 1          | 0          |                 | -               | -               |                    | -                  | -                  |             | -           | -           | 1      | 0      |        |
| 2016            | Fénix           | PD              | 1          | 0          |                 | -               | -               | CS                 | 0                  | 0                  |             | -           | -           | 1      | 0      |        |
| 2017            | Fénix           | PD              | 0          | 0          |                 | -               | -               |                    | -                  | -                  |             | -           | -           | 0      | 0      |        |
| 2018            | Torque          | PD              | 1          | 0          |                 | -               | -               |                    | -                  | -                  |             | -           | -           | 1      | 0      |        |
| 2019            | Cerrito         | SD              | 3          | 0          |                 | -               | -               |                    | -                  | -                  |             | -           | -           | 3      | 0      |        |
| 2020            | Cerro           | PD              | 5          | 0          |                 | -               | -               |                    | -                  | -                  |             | -           | -           | 5      | 0      |        |
| Totale carriera | Totale carriera | Totale carriera | 11         | 0          |                 | -               | -               |                    | 0                  | 0                  |             | -           | -           | 11     | 0      |        |